# Arco di Graziano e Valente
L'Arco di Graziano e Valente era un arco trionfale eretto a Roma intorno al V secolo d.C. L'arco era dedicato agli Imperatori romani Graziano e Valente. La struttura è tra quelle scomparse nei secoli per deterioramento o per riutilizzo dei materiali.